# Kōyō Okada
Kōyō Okada (岡田紅陽, Okada Kōyō), né le 31 août 1895 à Nakajō (ja) et mort le 22 novembre 1972, est un photographe japonais,  lauréat de l'édition 1954 du prix de la Société de photographie du Japon.